# 安宅パーキングエリア
安宅パーキングエリア（あたかパーキングエリア）は、石川県小松市日末町にある北陸自動車道のパーキングエリアである。
ETC専用のスマートインターチェンジである安宅スマートインターチェンジが併設されている（福井方面のみのハーフインターチェンジ）。

## 歴史
安宅スマートインターチェンジについては後述。
- 1973年（昭和48年）10月17日 - 北陸自動車道の丸岡IC - 小松IC間の開通に伴い[7][8][9]、供用開始[1]。

## 道路
- E8 北陸自動車道
- 接続する道路：石川県道20号小松加賀線（下り線は市道経由）

## 施設

### 上り線（米原・小浜方面）
- 駐車場
  - 大型 5台[1]
  - 小型 20台[1]
- トイレ
  - 男性 大3・小4
  - 女性 5
  - 車椅子用 1(オストメイト対応)
- 自動販売機

### 下り線（新潟・高山方面）
- 駐車場
  - 大型 5台[1]
  - 小型 20台[1]
- トイレ
  - 男性 大3・小4
  - 女性 5
  - 車椅子用 1(オストメイト対応)
- 自動販売機

### 安宅スマートインターチェンジ

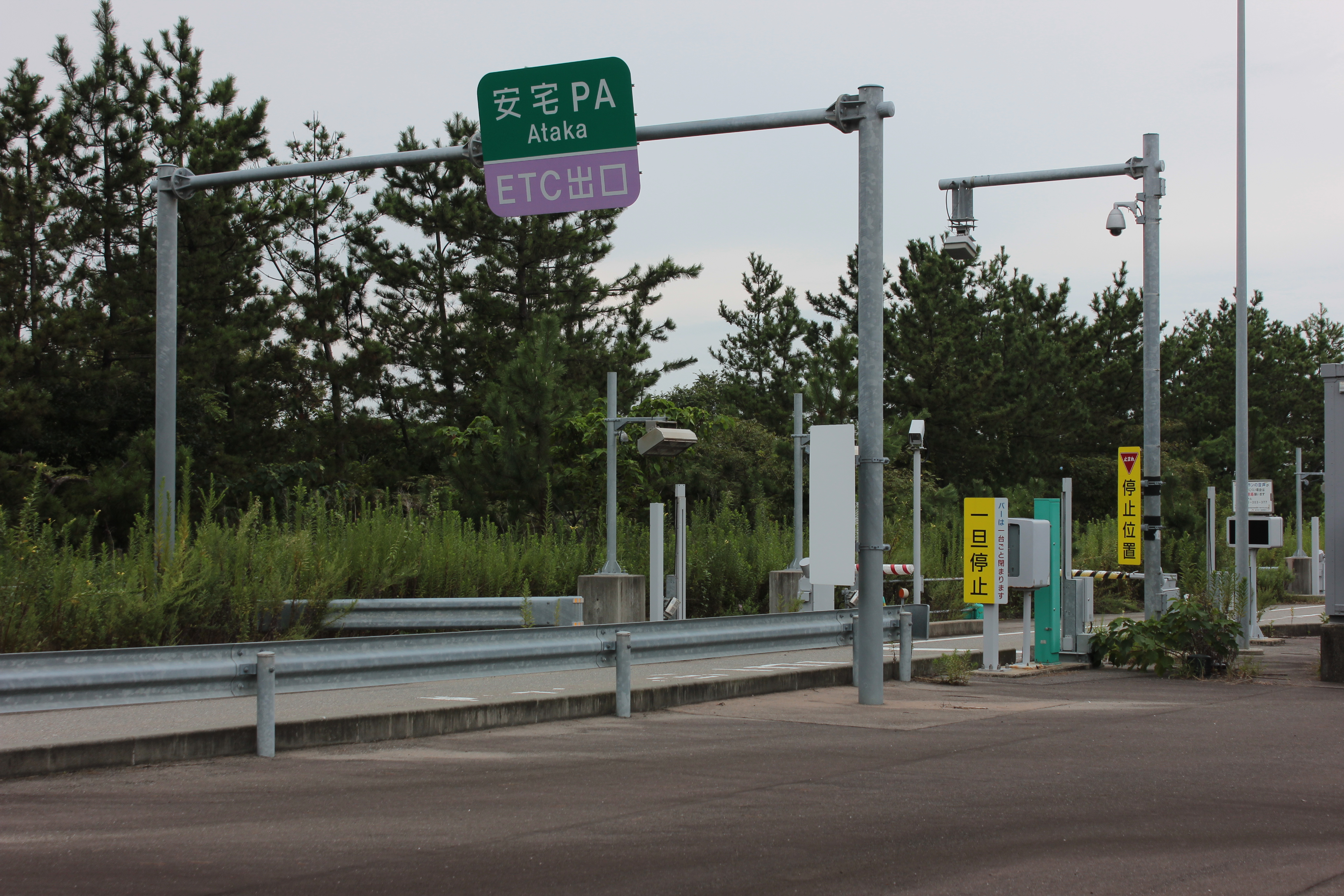
下り、福井方面からの出口

福井方面のみのスマートICが設置されており、2008年（平成20年）3月23日から福井方面のみのスマートIC社会実験を開始。2009年（平成21年）4月1日から本格的に運用を開始した。これは福井県や経済団体から小松空港へのアクセス改善の要望により開設したものである。
これに伴い、これまで片山津ICを経由していた福井駅 - 小松空港間の連絡バス（京福リムジンバス・福井鉄道がインター開設時に運行、現在は京福バスが運行）が当スマートIC経由に変更された。
なお、福井方面への上り線は、PAから本線へ流入するランプウェイと合流しており、福井方面からの下り線は、PAへ流出するランプウェイの途中で分岐していることから、PAを利用してからスマートICを使って一般道へ出ることはできず、また一般道からスマートICへ入ってからPAを利用することもできない。
2020年（令和2年）3月29日に運用時間がそれまでの6:00 - 22:00から24時間に拡大された。これは小松空港の運用終了時間が21:30までだったのが同日から1時間（22:30まで）延長されたことに対応するための措置である。

#### 運用形態など
- 運用形態：ETC専用（一旦停止型）、福井方面のみのハーフIC
- 運用時間：24時間
- 対象車種：ETC車載器搭載の全車種
- 接続道路：石川県道20号小松加賀線

## 隣
E8 北陸自動車道
(13)片山津IC - (13-1)安宅PA/スマートIC - (14)小松IC